# Hypnum nervosum
Hypnum nervosum là một loài Rêu trong họ Hypnaceae. Loài này được P. Beauv. mô tả khoa học đầu tiên năm 1818.